# Агдамский государственный драматический театр
Агдамский государственный драматический театр им. А. Ахвердиева (азерб. Əbdürrəhim bəy Haqverdiyev adına Ağdam Dövlət Dram Teatrı) — профессиональный государственный драматический театр, функционирующий в Агдамском районе Азербайджана.

## История
Первые постановки драматических произведений любительскими труппами в Агдаме были осуществлены в начале XX века. На заре советской эпохи большую роль в становлении профессионального театра в Агдаме сыграл актёр А. Б. Бадалбейли.
Первый государственный театр в Агдаме был основан в 1937 году как колхозно-совхозный театр. В 1943 году он получил статус государственного драматического театра, которому было присвоено имя драматурга А. Ахвердиева. Основной репертуар театра в довоенное время состоял из постановок произведений азербайджанских авторов Дж. Джаббарлы, Самеда Вургуна, З. Гаджибекова, У. Гаджибекова и Наджаф-бека Везирова, а также пьес ряда русских, белорусских и грузинских драматургов.
Несмотря на активную творческую деятельность актёрского коллектива, включавшего заслуженных артистов Азербайджанской ССР Кафлана Мурадова и Нарындж Меликову, в отчёте республиканского управления по делам искусства за 1947 год руководство театра подверглось критике за неудовлетворительную организационную и культурно-массовую работу. В 1948 году ситуация осложнилась указом об обязательном переходе драматических театров на хозрасчёт. По этим причинам в 1949 году театр утратил статус государственного и фактически приостановил деятельность.
В 1968 году по инициативе творческой интеллигенции Агдама Совет министров Азербайджанской ССР издал указ о восстановлении деятельности Агдамского государственного драматического театра. В следующие пять лет репертуар театра помимо азербайджанских пьес обогатился спектаклями по мотивам произведений классических и современных европейских авторов, таких как «Лекарь поневоле» Мольера, «Трактирщица» К. Гольдони и «Человек, который видел смерть» В. Ефтимиу. В последующие десятилетия в театре также успешно ставились произведения С. С. Ахундова, А. Шаига, А. Ахвердиева, М. Ю. Лермонтова и других авторов.
В 1993 году в ходе Первой карабахской войны Агдам был захвачен армянскими вооружёнными силами, что было квалифицировано Советом Безопасности ООН как оккупация. В период оккупации здание театра, как и большинство зданий в городе, было разрушено.
В 1993—2004 годах коллектив театра продолжил творческую деятельность в Барде, с 2004 года — в посёлке Кузанлы, временном административном центре Агдамского района. В 2011 году, после капитального ремонта, дом культуры посёлка Кузанлы был отдан Агдамскому государственному драматическому театру в качестве административного здания.
После возвращения Агдама под контроль Азербайджана в 2020 году по итогам Второй карабахской войны директор театра Магомед Гусейнов рассказал в интервью, что вопрос восстановления здания театра в городе Агдам «находится в центре внимания».
Остатки здания театра будут являться музеем под открытым небом.

## Актёрский состав
В Агдамском государственном драматическом театре в разное время работали заслуженные артисты Азербайджанской ССР Кафлан Мурадов и Нарындж Меликова, заслуженный работник культуры Азербайджанской ССР Мамед Амиров, народные артистки Азербайджана Светлана Хакимова и Фатма Махмудова, заслуженные артисты Азербайджана Курбан Мирзоев, Симузар Намазова, Тофик Караев, Сакина Сулейманова, Джамиля Мамедова, актёры Ибрагим Юсифов, Вагиф Касумов, Саяф Ализаде, Фагума Юсифова, Аида Касумова, Керим Гасанов, Сулиддин Кулиев, Эльшан Джавадов, Низами Алекперов и другие.